# Château de Moustoirlan
Le château de Moustoirlan est un château de Malguénac, dans le Morbihan.

## Localisation
Le château est situé à environ 800 m à vol d'oiseau au sud du centre-bourg de Malguénac.

## Histoire
La seigneurie de Moustoirlan est attesté dès le XVe siècle, où elle appartient à la famille de Kerriec, et relève de la suzeraineté de la maison de Rohan. Un manoir et un prieuré y sont alors implantés. Les terres passent ensuite à la famille Cléguennec, puis à Joachim de Lesquen en 1734.
La construction de l'actuel château semble démarrer au début des années 1760 et s'achèvent en 1781 par la bénédiction de la cloche de la chapelle. Dans l'intervalle, le domaine a été acheté par Paul-Jacques de Querangal, sénéchal de Josselin et futur maire de Pontivy, en 1764 ou 1765.
Le château passe ensuite à la famille Le Cam en 1808, puis aux familles Nettancourt, Huchet de Cintré, Jacquelot du Boisrouvray, Aveneau de La Grancière, Palat, Civel (au début du XXe siècle).
Les façades et toitures du corps de logis et des communs, la grille d'honneur, les douves, la chapelle et le décor de lambris du grand salon sont inscrits au titre des monuments historiques par arrêté du 14 avril 1986. Par arrêté du 23 mai 2022, cette inscription est étendue à la totalité du château, au sol d'assiette du jardin d'agrément, du potager et du verger et leurs murs de clôture, à l'emprise des deux étangs avec leurs maçonneries, au sol d'assiette du parc et des bois entourant le château avec les murets, marches et empierrements, au pédiluve et la fontaine de Limoëlan et à la grande avenue avec son portail d'entrée et le pavillon du gardien.

## Architecture
Le château est construit suivant le style classique et d'après un plan ramassé.
L'espace central est occupé par l'escalier d'honneur, le salon étant alors déporté sur une extrémité. De hautes cheminées ornent le toit.
La chapelle, qui dispose d'un beau mobilier, est dédiée aux saints Jacques le Majeur et François de Sales.